# فلاي جناح
فلاي جناح هي أول شركة طيران منخفضة التكلفة باكستانية تملكها وتشغلها مجموعة لاكسون الباكستانية ومجموعة العربية للطيران الإماراتية. أعلن عن المشروع المشترك في 3 سبتمبر 2021. بدأت شركة الطيران الرحلات المحلية في 31 أكتوبر 2022، عندما أقلعت أول رحلة لها من مطار جناح الدولي في كراتشي وهبطت في مطار إسلام أباد الدولي في إسلام أباد.
يقع مقر شركة الطيران في كراتشي. رئيس مجلس الإدارة الحالي لشركة الطيران هي إقبال علي لاخاني. كانت الشركة في عام 2024 واحدة من المتنافسين المهتمين بشراء وتملك الناقل الوطني الباكستاني الخطوط الجوية الدولية الباكستانية.

## الرحلات الدولية
أذنت الحكومة الباكستانية لشركة فلاي جناح في أكتوبر 2023 بتشغيل رحلات دولية، بعد عام من تشغيل رحلات داخلية. اتخذ مجلس الوزراء الاتحادي هذا القرار استنادًا إلى توصية من وزارة الطيران. يمكن لفلاي جناح بعد هذا الإذن تيسير رحلات إلى أفغانستان وبنغلاديش والعراق وماليزيا وعمان وقطر والمملكة العربية السعودية وتايلاند وتركيا والإمارات العربية المتحدة.

## الوجهات
| الدولة                   | المدينة    | المطار                       | ملاحظات        |
| ------------------------ | ---------- | ---------------------------- | -------------- |
| البحرين                  | المنامة    | مطار البحرين الدولي          |                |
| بنغلاديش                 | دكا        | مطار شاه جلال الدولي         | قريبًا          |
| سلطنة عمان               | مسقط       | مطار مسقط الدولي             |                |
| باكستان                  | إسلام آباد | مطار إسلام آباد الدولي       |                |
| باكستان                  | كراتشي     | مطار جناح الدولي             | محور خطوط جوية |
| باكستان                  | لاهور      | مطار علامه إقبال الدولي      |                |
| باكستان                  | بيشاور     | مطار باجا خان الدولي         |                |
| باكستان                  | كويته      | مطار كويته الدولي            |                |
| السعودية                 | جدة        | مطار الملك عبد العزيز الدولي |                |
| السعودية                 | الرياض     | مطار الملك خالد الدولي       |                |
| السعودية                 | الدمام     | مطار الملك فهد الدولي        |                |
| الإمارات العربية المتحدة | الشارقة    | مطار الشارقة الدولي          | [ 10 ]         |

## الأسطول
| الطائرات       | في الخدمة | مطلوبة |
| -------------- | --------- | ------ |
| إيرباص إيه 320 | 6         |        |

## روابط خارجية
- Official website